# 惠比特犬
惠比特犬是一種中型犬種，是起源於英格蘭的視覺型獵犬（sighthound），靈緹犬的後裔。今日的惠比特犬仍非常相似於較小隻的靈緹犬。惠比特犬是一種獵犬，除了心律不整以外，相對較少有其他健康問題。惠比特犬可參與犬類運動，例如誘餌追逐賽、敏捷障礙賽、碼頭跳水賽和飛球賽。這個名稱起源於17世紀早期的一個詞彙，如今已過時，意思是「輕巧地移動」。
在中世紀的狩獵手冊和自然史著作中，對於不同大小的靈緹犬類型（大、中、小）一直有連貫的描述。第二代約克公爵諾里奇的愛德華在他15世紀初對14世紀末的法國原著《狩獵手冊》（Livre de chasse）的翻譯和補充中確認，維持靈緹犬的大、中、小尺寸有應對不同比賽種類的優勢。英國醫生和學者約翰·凱斯（John Caius）在其16世紀的《不列顛犬》（De Canibus Britannicus）中提到了較小和較大的靈緹犬（Leporarius） ，還特别提到與惠比特犬有所關聯的「不倒翁犬」（Tumbler），這是一種較小的混種靈緹犬，也是一種優秀的獵兔犬「沃倫獵犬」（warren dog），19世紀早期蘇格蘭的博物館館長和編輯托馬斯·布朗也對其留下記錄。維多利亞時代的英國作家們描述了新興現代品種的惠比特犬（Whippet或snap-dog），可用於抓兔子、誘餌追逐賽、競速賽。
這使得惠比特犬被稱為「窮人的靈緹犬」。它們是一種受歡迎的伴侶犬，經常用來參加業餘比賽、誘餌追逐賽和犬展賽； 在同體重的情況下，惠比特犬的奔跑速度是所有品種中最高的，而且可能是擁有最快加速度的狗。

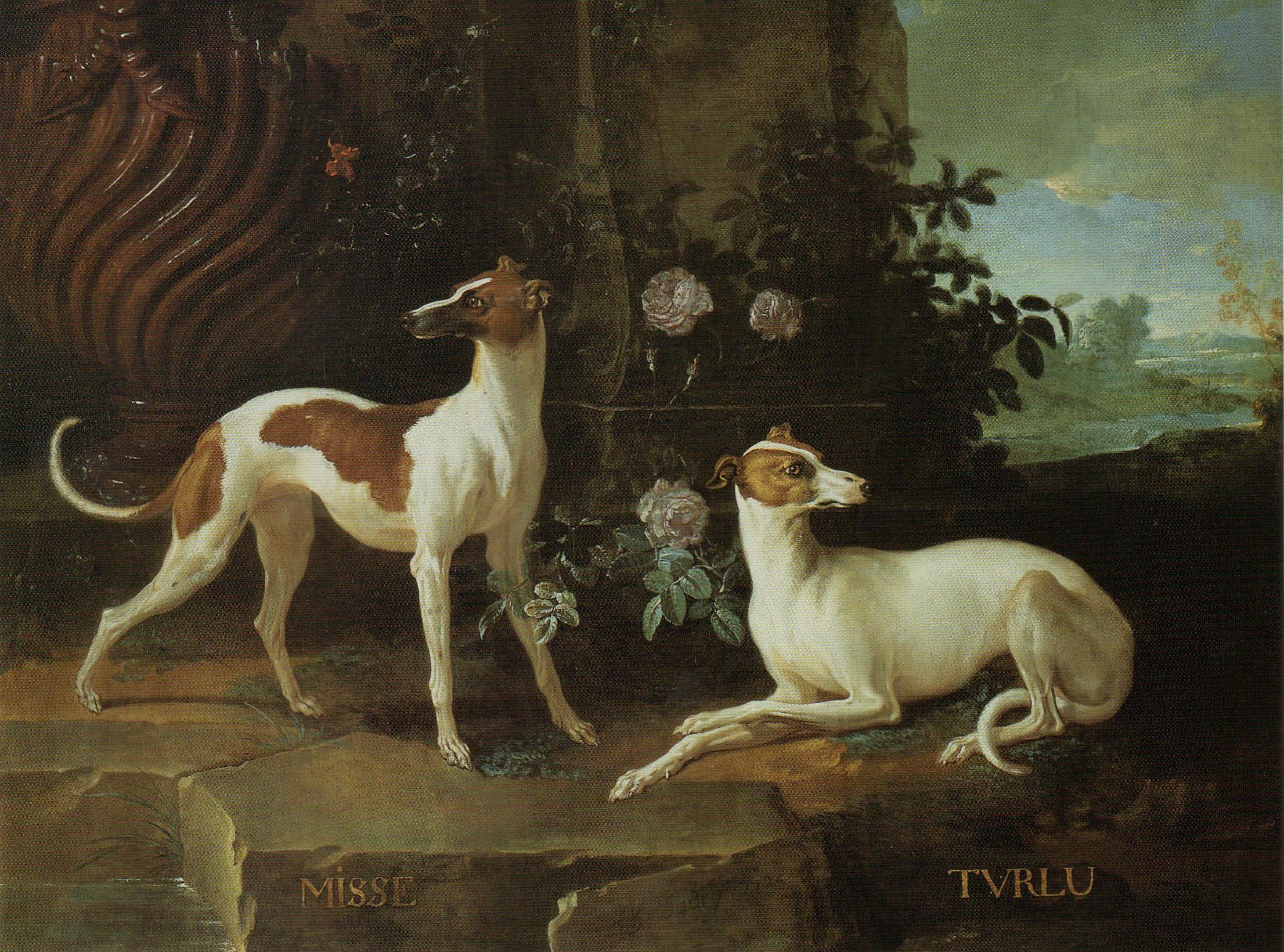
《Misse和Turlu，路易十五的兩隻靈緹》，讓·巴蒂斯特·歐德利（Jean-Baptiste Oudry）

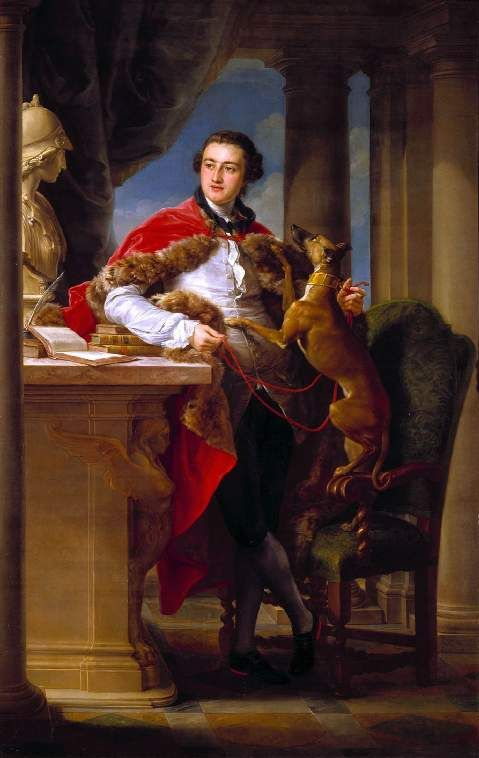
《Charles Compton, 7th Earl of Northampton》，龐培歐·巴托尼繪於1758年。有隻看起來是早期惠比特犬的狗為該作品特色。

## 外部連連結
- 维基共享资源上的相關多媒體資源：惠比特犬
- The Origin of the Whippet （页面存档备份，存于） at justwhippetsrescue.co.uk